# سليمان العيسى
سليمان العيسى (1921 - 2013) شاعر سوري.

## حياته
ولد في النعيرية في أنطاكية / لواء إسكندرون عام 1921، تلقى تعليمه وثقافته الأولى على يد أبيه أحمد العيسى في القرية، فحفظ القرآن والمعلقات وديوان المتنبي وآلاف الأبيات من الشعر العربي. ولم يكن في القرية مدرسة غير (مدرسة الكُتَّاب) التي كانت بيت الشاعر الصغير، والتي كان والده الشيخ أحمد يسكنها، ويعلّم فيها. بدأ بكتابة الشعر في التاسعة أو العاشرة، فكتب أول ديوان من شعره في القرية، تحدث فيه عن هموم الفلاحين وبؤسهم.
- دخل المدرسة الابتدائية في مدينة أنطاكية - وضعه المدير في الصف الرابع مباشرة – وكانت ثورة اللواء العربية قد اشتعلت عندما أحس عرب اللواء بمؤامرة فصله عن سوريا.
- شارك بقصائده القومية في المظاهرات والنضال القومي الذي خاضه أبناء اللواء ضد الانتداب الفرنسي على سوريا وهو في الصف الخامس والسادس الابتدائي.
- غادر لواء إسكندرون بعد سلخه ليتابع مع رفاقه الكفاح ضد الانتداب الفرنسي، وواصل دراسته الثانوية في ثانويات حماة واللاذقية ودمشق. وفي هذه الفترة ذاق مرارة التشرد وعرف قيمة الكفاح في سبيل الأمة العربية ووحدتها وحريتها.
- دخل السجن أكثر من مرة بسبب قصائده ومواقفه القومية.
- شارك في تأسيس حزب البعث منذ البدايات وهو طالب في ثانوية جودة الهاشمي بدمشق - وكانت تسمى «التجهيز الأولى» في ذلك العهد - في أوائل الأربعينيات من القرن الماضي.

درّس في دار المعلمين ببغداد، عمل مدرساً في مدارس حلب وموجهاً أول للغة العربية في وزارة التربية السورية. وهو عضو جمعية شعر التي أسسها أدونيس ويوسف الخال. انتسب مبكراً لحزب البعث وكتب مجموعة من الأشعار العروبية.
له ديوان ضخـم مطبوع تغلب عليه أناشيد الأطفال. وقد كُرم بالعديد من الجوائز والاحتفاليات.
كان من مؤسسي اتحاد الكتاب العرب في سوريا عام 1969 م.
متزوج. له ثلاثة أولاد: معن، وغيلان، وبادية.
يحسن الفرنسية والإنكليزية إلى جانب لغته العربية، ويلم بالتركية.
زار معظم أقطار الوطن العربي وعدداً من البلدان الأجنبية. وقد أقام في اليمن لعدة سنوات.
اتجه إلى كتابة شعر الأطفال بعد نكسة حزيران عام 1967م.
شارك مع زوجته الطبيبة ملكة أبيض في ترجمة عدد من الآثار الأدبية، أهمها آثار الكتاب الجزائريين الذين كتبوا بالفرنسية. شارك مع زوجته وعدد من زملائه في ترجمة قصص ومسرحيات من روائع الأدب العالمي للأطفال.
في عام 1990م انتخب عضواً في مجمع اللغة العربية بدمشق.
في عام 2000م حصل على جائزة الإبداع الشعري، مؤسسة البابطين.

## مؤلفاته
اعتمد سليمان على أبعاد تربوية في أشعاره التي كتبها للأطفال والشباب، متأثراً بخلفيته السياسية. من تلك القصائد:
1. مع الفجر -شعر- حلب 1952.ؤصث
2. شاعر بين الجدران -شعر- بيروت 1954.
3. أعاصير في السلاسل -شعر- حلب 1954.
4. ثائر من غفار -شعر- بيروت 1955.
5. رمال عطشى -شعر- بيروت 1957.
6. قصائد عربية -شعر- بيروت 1959.
7. الدم والنجوم الخضر -شعر- بيروت 1960.
8. أمواج بلا شاطئ -شعر- بيروت 1961.
9. رسائل مؤرقة -شعر- بيروت 1962.
10. أزهار الضياع -شعر- بيروت 1963.
11. كلمات مقاتلة -شعر- بيروت 1968.
12. أغنيات صغيرة - شعر- بيروت 1967.
13. أغنية في جزيرة السندباد -شعر- بغداد وزارة الإعلام 1971.
14. أغان بريشة البرق -شعر- دمشق وزارة الثقافة- 1971.
15. ابن الأيهم -الإزار الجريح -مسرحية شعرية- دمشق 1977.
16. الفارس الضائع (أبو محجن الثقفي) - مسرحية شعرية- بيروت 1969.
17. إنسان -مسرحية شعرية- دمشق 1969.
18. ميسون وقصائد أخرى -مسرحية وقصائد- دمشق 1973.
19. ديوان الأطفال -شعر للأطفال- دمشق 1969.
20. المستقبل -مسرحية شعرية للأطفال- دمشق 1969.
21. النهر -مسرحية شعرية للأطفال- دمشق 1969.
22. مسرحيات غنائية للأطفال -دمشق 1969.
23. أناشيد للصغار -دمشق 1970.
24. الصيف والطلائع -شعر للأطفال- وزارة الثقافة- دمشق 1970.
25. القطار الأخضر -مسلسل شعري للأطفال - بغداد 1976.
26. غنوا أيها الصغار شعر للأطفال- اتحاد الكتاب العرب - دمشق 1977.
27. المتنبي والأطفال - مسلسل شعري للأطفال- دمشق 1978.
28. الديوان الضاحك -شعر للتسلية- بيروت 1979.
29. غنوا يا أطفال (مجموعة كاملة من عشرة أجزاء تضم كل الأناشيد التي كتبها الشاعر للأطفال)- بيروت 1979.
30. دفتر النثر - دراسة- دمشق 1981.
31. الكتابة أرق -شعر- دمشق 1982.
32. الفراشة -دمشق 1984.
33. باقة النثر -دمشق 1984.
34. إني أواصل الأرق -دمشق 1984.
35. الديوان الضاحك 1987
36. وسافرت في الغيمة 1988
37. نشيد الحجارة، مجموعة قصائد، دمشق، دار طلاس، 1988.

- كلمات للألم
- أغاني الحكايات
- أحلام شجرة التوت
- فتى غفار.
- صلاة أرض الثورة
- فرح الأطفال

## بعض دواوينه
«ديوان الأطفال» الذي يحفظ كثير من الأطفال العرب بعض قصائده. في هذا الديوان يخاطب الشاعر الطفولة بقيثارة الطهر والبراءة، وهمسات الوفاء والحب. كما أنه حرص فيه على استخدام اللفظة الرشيقة والسهلة، والموحية الخفيفة، ذات الإيقاع السريع الذي جعل من تلك القصائد أناشيد: «أنتِ نشيدي عيدكِ عيدي* بسمـة أمّي سرُّ وجودي». وبالإضافة إلى ذلك، أعطى سليمان العيسى في قصائده اهتماماً بالصورة الشعرية الجميلة التي يسهل ترسيخها في ذهن الطفل، والتي يستقيها الشاعر عادة من واقع الأطفال، أو من أحلامهم وآمالهم:
«أنا عصفور ملء الدار * قبلة ماما ضوء نهاري*
من زهرة واحدة لا يصنع الربيع* تساندي تساندي يا وحدة السواعد».
وكما غنى سليمان العيسى للعرب الصغار بقيثارة الطهر والبراءة والأمل، عزف للكبار سيمفونية البطولة والكفاح والفداء، وذكرهم بما حققه أجدادهم من تضحيات وانتصارات، ودعاهم إلى المقاومة والانتفاضة ورفض الاستعمار والهزيمة واليأس والتطبيع. وقد كان سليمان العيسى - كما يقول عبد الله أبو هيف، سباقاً إلى الاستجابات المباشرة للعمليات الفدائية وتوثيقها وتخليدها في الذاكرة مثلما فعل في مسرحيته «قنبلة وجسد» التي بناها على حادثة الفدائي العربي عرفان عبد الله الذي سقطت منه قنبلة يدوية وهو يبتاع الطعام لرفاقه في عمان، فصاح بالناس ليبتعدوا وارتمى فوق القنبلة فغطاها بجسده كي لا تؤذي أحداً. وقد أصبحت هذه المسرحية رمزاً لفعل الفداء والتضحية، ونشيداً لتكريم الشهادة والشهداء. إلى جانب ذلك، ما زال سليمان العيسى، والذي سجنته سلطات الاحتلال الفرنسية في شبابه بسبب مواقفه المعادية للانتداب، يناضل بالكلمة من أجل تحقيق الوحدة العربية، وكتب عدداً من القصائد التي تجسد معاناة الشعب الفلسطيني ومقاومته وانتفاضته ضد الأطماع الصهيونية والعنصرية التي لم تكف عن الفتك بأرواح الأبرياء وتدنيس الأراضي والمقدسات العربية والإسلامية.

## اليمن في شعر سليمان العيسى
اهتم سليمان العيسى باليمن، وخصها بكثير من أشعاره التي صدرت في كتاب «اليمن في شعري» الذي يضم نصوصاً شعرية مختارة ومميزة اختارتها زوجة الشاعر ملكة أبيض وقامت بنقلها إلى الفرنسية وطبعت في هذا الإصدار باللغتين العربية والفرنسية. وقد احتوى الكتاب على قسمين: يضم الأول قصائد مختارة في 65 صفحة من القطع المتوسط، ويحتوي القسم الثاني على الترجمة الفرنسية لتلك القصائد في 70 صفحة. أما كتاب «يمانيات» فهو ديوان شعري يضم أحدث ما كتبه سليمان العيسى عن اليمن ويقع في أكثر من 180 صفحة من القطع المتوسط تتوزع على 43 قصيدة كرسها سليمان العيسى لليمن أرضاً وإنساناً وتأريخاً.

## وفاته
رحل الشاعر العربي السوري سليمان العيسى الذي وافته المنية بدمشق عن عمر ناهز 92 عاماً في 9 أغسطس 2013م.